# Лонцько (Куявсько-Поморське воєводство)
Лонцько (пол. Łącko, нім. Römershof) — село в Польщі, у гміні Пакосць Іновроцлавського повіту Куявсько-Поморського воєводства.
Населення — 214 осіб (2011).
У 1975-1998 роках село належало до Бидгощського воєводства.

## Демографія
Демографічна структура станом на 31 березня 2011 року:
|          | Загалом | Допрацездатний вік | Працездатний вік | Постпрацездатний вік |
| -------- | ------- | ------------------ | ---------------- | -------------------- |
| Чоловіки | 111     | 23                 | 77               | 11                   |
| Жінки    | 103     | 16                 | 59               | 28                   |
| Разом    | 214     | 39                 | 136              | 39                   |